# Грило (Перуђа)
Грило је насеље у Италији у округу Перуђа, региону Умбрија.
Према процени из 2011. у насељу је живело 108 становника. Насеље се налази на надморској висини од 462 м.